# SEAT Toledo
De SEAT Toledo is een compacte middenklasse auto van de Spaanse autofabrikant SEAT. De naam Toledo werd door SEAT voor het eerst geïntroduceerd in 1991, waarbij de vierde en meest recente generatie eind 2012 werd geïntroduceerd.
Van Euro NCAP kreeg de auto vijf sterren.

## 1991 – 1995: De eerste Toledo

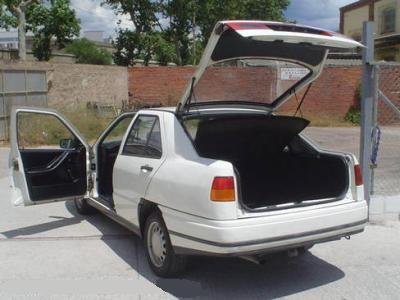
SEAT Toledo CL (1994)

De eerste Toledo’s werden vanaf 1991 verkrijgbaar op de Nederlandse markt. De vijfdeurs Toledo luidde een nieuw tijdperk in voor SEAT, omdat het de eerste auto was die volledig onder de vleugels van Volkswagen AG werd ontwikkeld. De auto werd net boven de SEAT Málaga en diens opvolger Córdoba geplaatst.
Met de Toledo werd SEAT actief in de hogere middenklasse. De voor die tijd modern gelijnde auto combineerde het uiterlijk van een klassieke sedan met een praktische vijfde deur. De motoren waren afkomstig van moedermaatschappij VW.
De auto was te verkrijgen met vier benzinemotoren en twee dieselmotoren. Er was bij de benzinemotoren de mogelijkheid voor een 1.6, 1.8 met 90 of 125 pk en 2.0. Bij de diesels was er een 1.9 met of zonder turbo. Er waren vier series:CL, GL, GLX en GT. Het model ging uit productie in 1995.

### Motoren
Gegevens van de basismodellen:
Benzine
| Type     | Motor     | Motor     | Motor   | Vermogen | Koppel | 0-100 km/h | Topsnelheid | Jaartal     |
| Type     | Inhoud    | Cilinders | Kleppen | Vermogen | Koppel | 0-100 km/h | Topsnelheid | Jaartal     |
| -------- | --------- | --------- | ------- | -------- | ------ | ---------- | ----------- | ----------- |
| 1.6i     | 1.595 cm³ | 4-in-lijn | 8V      | 71 pk    | 124 Nm | 13,3 s     | 170 km/h    | 1991 - 1994 |
| 1.6i     | 1.595 cm³ | 4-in-lijn | 8V      | 75 pk    | 124 Nm | 13,3 s     | 170 km/h    | 1994 - 1995 |
| 1.8i     | 1.781 cm³ | 4-in-lijn | 8V      | 88 pk    | 140 Nm | 12,0 s     | 182 km/h    | 1991 - 1994 |
| 1.8i     | 1.781 cm³ | 4-in-lijn | 8V      | 90 pk    | 140 Nm | 12,0 s     | 182 km/h    | 1994 - 1995 |
| 2.0i     | 1.984 cm³ | 4-in-lijn | 8V      | 116 pk   | 166 Nm | 10,5 s     | 196 km/h    | 1991 - 1995 |
| 1.8i 16V | 1.781 cm³ | 4-in-lijn | 16V     | 125 pk   | 160 Nm | 9,4 s      | 202 km/h    | 1991 - 1994 |
| 2.0i 16V | 1.984 cm³ | 4-in-lijn | 16V     | 150 pk   | 180 Nm | 9,5 s      | 215 km/h    | 1994 - 1999 |

Diesel
| Type   | Motor     | Motor     | Motor   | Vermogen | Koppel | 0-100 km/h | Topsnelheid | Jaartal     |
| Type   | Inhoud    | Cilinders | Kleppen | Vermogen | Koppel | 0-100 km/h | Topsnelheid | Jaartal     |
| ------ | --------- | --------- | ------- | -------- | ------ | ---------- | ----------- | ----------- |
| 1.9 D  | 1.896 cm³ | 4-in-lijn | 8V      | 64 pk    | 124 Nm | 17,9 s     | 158 km/h    | 1991 - 1995 |
| 1.9 TD | 1.896 cm³ | 4-in-lijn | 8V      | 75 pk    | 140 Nm | 14,9 s     | 171 km/h    | 1991 - 1995 |

## 1995 – 1999: Facelift
In 1995 werd de Toledo opgefrist.
De motoren werden een krachtiger, de 1.6i van 71 pk werd er een met 75 of 100 pk. De 1.8i en 2.0i bleven ongewijzigd maar de 1.8 met 125 pk werd niet meer leverbaar. Bij de dieselmotoren kwam er een direct ingespoten 1.9 TDI bij.
Er waren zeven uitrustingsniveaus: E, SE, SXE, Dream, Magnum, Magnum Luxe, Sport.
Met de facelift hield de eerste generatie Toledo het uiteindelijk uit tot 1999. In China werd de eerste Toledo nog jaren als de daarop gebaseerde Chery A11 verkocht.

### Motoren
Gegevens van de basismodellen:
Benzine
| Type     | Motor     | Motor     | Motor   | Vermogen | Koppel | 0-100 km/h | Topsnelheid | Jaartal     |
| Type     | Inhoud    | Cilinders | Kleppen | Vermogen | Koppel | 0-100 km/h | Topsnelheid | Jaartal     |
| -------- | --------- | --------- | ------- | -------- | ------ | ---------- | ----------- | ----------- |
| 1.6i     | 1.598 cm³ | 4-in-lijn | 8V      | 75 pk    | 125 Nm | 13,3 s     | 170 km/h    | 1995 - 1999 |
| 1.8i     | 1.781 cm³ | 4-in-lijn | 8V      | 90 pk    | 145 Nm | 12,0 s     | 182 km/h    | 1995 - 1996 |
| 1.6i     | 1.595 cm³ | 4-in-lijn | 8V      | 101 pk   | 140 Nm | 11,3 s     | 188 km/h    | 1996 - 1999 |
| 2.0i     | 1.984 cm³ | 4-in-lijn | 8V      | 115 pk   | 166 Nm | 10,5 s     | 196 km/h    | 1995 - 1999 |
| 2.0i 16V | 1.984 cm³ | 4-in-lijn | 16V     | 150 pk   | 180 Nm | 8,4 s      | 215 km/h    | 1995 - 1999 |

Diesel
| Type    | Motor     | Motor     | Motor   | Vermogen | Koppel | 0-100 km/h | Topsnelheid | Jaartal     |
| Type    | Inhoud    | Cilinders | Kleppen | Vermogen | Koppel | 0-100 km/h | Topsnelheid | Jaartal     |
| ------- | --------- | --------- | ------- | -------- | ------ | ---------- | ----------- | ----------- |
| 1.9 D   | 1.896 cm³ | 4-in-lijn | 8V      | 64 pk    | 124 Nm | 17,9 s     | 158 km/h    | 1995 - 1999 |
| 1.9 TD  | 1.896 cm³ | 4-in-lijn | 8V      | 75 pk    | 140 Nm | 14,9 s     | 171 km/h    | 1995 - 1996 |
| 1.9 TDI | 1.896 cm³ | 4-in-lijn | 8V      | 90 pk    | 202 Nm | 13,1 s     | 180 km/h    | 1995 - 1999 |
| 1.9 TDI | 1.896 cm³ | 4-in-lijn | 8V      | 110 pk   | 235 Nm | 11,2 s     | 193 km/h    | 1997 - 1999 |

## 1999 – 2004: Tweede generatie
De tweede generatie Toledo werd, net als zijn voorganger, getekend door Giorgetto Giugiaro. Het was een alternatief voor de Volkswagen Bora en de Škoda Octavia, die eveneens op het platform van de Volkswagen Golf IV stonden. Het dashboard werd gebaseerd op dat van de Audi A3 en de auto werd aanvankelijk in België gebouwd. SEAT gebruikte de tweede generatie van de Toledo in het European en World Touring Car Championship.
Dit is de Toledo waarvan in 2000 de eerste SEAT Leon werd afgeleid. De motoren werden opnieuw krachtiger, zoals gebruikelijk bij nieuwe modellen. De basis 1.6i leverde 105 pk. De 1.8i werd enkel nog geleverd met 125 pk en de 2.0 met 115 pk werd een 2.3 V5 met 150 pk en 170 pk. Later werd ook de 1.8 20V turbomotor leverbaar. Ook bij de dieselmotoren veranderde er wat. De 1.9 was enkel nog leverbaar met een directe injectie en een vermogen van 90 tot 150 pk. Er kwamen zes uitrustingsniveaus: Stella, Sport, Signum/Signo en Executive; later werd hier de Spirit nog aan toegevoegd.

### Motoren
Gegevens van de basismodellen:
Benzine
| Type     | Motor     | Motor     | Motor   | Vermogen | Koppel | 0-100 km/h | Topsnelheid | Jaartal     |
| Type     | Inhoud    | Cilinders | Kleppen | Vermogen | Koppel | 0-100 km/h | Topsnelheid | Jaartal     |
| -------- | --------- | --------- | ------- | -------- | ------ | ---------- | ----------- | ----------- |
| 1.6      | 1.595 cm³ | 4-in-lijn | 8V      | 100 pk   | 145 Nm | 11,5 s     | 188 km/h    | 1999 - 2000 |
| 1.6 16V  | 1.598 cm³ | 4-in-lijn | 16V     | 105 pk   | 148 Nm | 10,9 s     | 192 km/h    | 2000 - 2004 |
| 1.8 20V  | 1.781 cm³ | 4-in-lijn | 20V     | 125 pk   | 170 Nm | 10,5 s     | 200 km/h    | 1999 - 2004 |
| 2.3 V5   | 2.324 cm³ | V5        | 10V     | 150 pk   | 210 Nm | 9,2 s      | 216 km/h    | 1999 - 2000 |
| 2.3 V5   | 2.324 cm³ | V5        | 20V     | 170 pk   | 225 Nm | 8,6 s      | 225 km/h    | 2001 - 2004 |
| 1.8 20VT | 1.781 cm³ | 4-in-lijn | 20V     | 180 pk   | 235 Nm | 8,0 s      | 229 km/h    | 2003 - 2004 |

Diesel
| Type    | Motor     | Motor     | Motor   | Vermogen | Koppel | 0-100 km/h | Topsnelheid | Jaartal     |
| Type    | Inhoud    | Cilinders | Kleppen | Vermogen | Koppel | 0-100 km/h | Topsnelheid | Jaartal     |
| ------- | --------- | --------- | ------- | -------- | ------ | ---------- | ----------- | ----------- |
| 1.9 TDI | 1.896 cm³ | 4-in-lijn | 8V      | 90 pk    | 210 Nm | 13,0 s     | 180 km/h    | 1999 - 2003 |
| 1.9 TDI | 1.896 cm³ | 4-in-lijn | 8V      | 110 pk   | 235 Nm | 11,2 s     | 193 km/h    | 1999 - 2004 |
| 1.9 TDI | 1.896 cm³ | 4-in-lijn | 8V      | 130 pk   | 310 Nm | 9,9 s      | 205 km/h    | 2003 - 2004 |
| 1.9 TDI | 1.896 cm³ | 4-in-lijn | 8V      | 150 pk   | 320 Nm | 8,9 s      | 215 km/h    | 2001 - 2004 |

## 2004 – 2009: Derde generatie
De derde generatie van de Toledo kwam in 2004 op de markt en had qua design veel gemeen met de SEAT Altea. De basis 1.6 leverde nog steeds hetzelfde vermogen maar de 1.8 verdween en de exotische V5 werd een 2.0 FSI met 150 pk. Bij de dieselmotoren was er keuze tussen een 1.9 TDI met 105 pk en een 2.0 TDI met 140 pk. Er waren vier uitrustingsniveaus: Reference, Stylance, Businessline en Sport-up.
De derde generatie Toledo was (met 4,46 meter) 18 centimeter langer dan de Altea, wat resulteerde in een bagageruimte van 500 liter. Onderhuids wederom Golf-techniek, nu van de Golf V. De nieuwe invulling van de naam Toledo werd niet echt een succes, na vijf jaar viel het doek, terwijl de Altea het nog tot 2015 volhield.. De derde generatie Toledo werd vervangen door de SEAT Exeo.

### Motoren
Gegevens van de basismodellen:
Benzine
| Type    | Motor     | Motor     | Motor   | Vermogen | Koppel | 0-100 km/h | Topsnelheid | Jaartal     |
| Type    | Inhoud    | Cilinders | Kleppen | Vermogen | Koppel | 0-100 km/h | Topsnelheid | Jaartal     |
| ------- | --------- | --------- | ------- | -------- | ------ | ---------- | ----------- | ----------- |
| 1.6     | 1.595 cm³ | 4-in-lijn | 8V      | 102 pk   | 148 Nm | 9,9 s      | 181 km/h    | 2004 - 2009 |
| 2.0 FSI | 1.984 cm³ | 4-in-lijn | 16V     | 150 pk   | 200 Nm | 9,7 s      | 206 km/h    | 2004 - 2009 |
| 1.8 TSI | 1.798 cm³ | 4-in-lijn | 16V     | 160 pk   | 250 Nm | 8,5 s      | 210 km/h    | 2007 - 2009 |

Diesel
| Type    | Motor     | Motor     | Motor   | Vermogen | Koppel | 0-100 km/h | Topsnelheid | Jaartal     |
| Type    | Inhoud    | Cilinders | Kleppen | Vermogen | Koppel | 0-100 km/h | Topsnelheid | Jaartal     |
| ------- | --------- | --------- | ------- | -------- | ------ | ---------- | ----------- | ----------- |
| 1.9 TDI | 1.896 cm³ | 4-in-lijn | 8V      | 105 pk   | 250 Nm | 12,4 s     | 183 km/h    | 2004 - 2009 |
| 2.0 TDI | 1.968 cm³ | 4-in-lijn | 16V     | 140 pk   | 320 Nm | 10,0 s     | 201 km/h    | 2004 - 2009 |

## 2012 – 2018: Vierde generatie

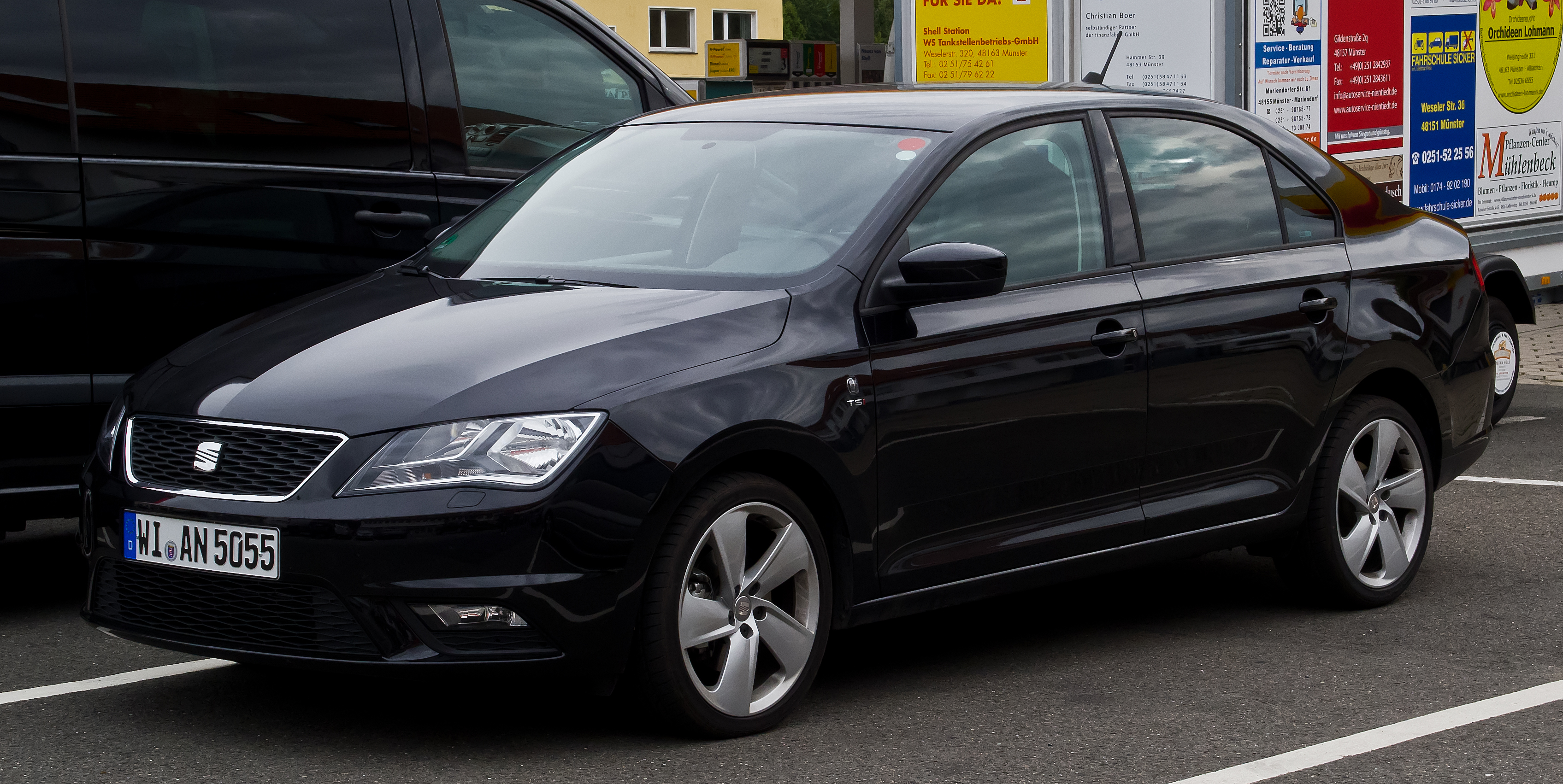
SEAT Toledo IV (2012-heden)

In de loop van 2012 kwam de SEAT Toledo terug op de markt. De SEAT Toledo ging terug naar z'n roots: niet meer zoals de vorige een mpv-achtige, maar als een vijfdeurs hatchback. Op de Autosalon van Genève in 2012 stond de nagenoeg productierijpe concept-car. Hij is het Spaanse neefje van de Škoda Rapid en wordt bij Škoda in Mladá Boleslav (Tsjechië) gebouwd. De voor- en achterkant zijn door SEAT opnieuw ontworpen en de ophanging is iets anders afgesteld dan bij de Škoda.
In 2018 werd na een periode van vijf jaar de Toledo uit het Nederlandse SEAT-leveringsprogramma verwijderd. Al jaren bungelde het model onder aan de verkooplijsten. Met 301 verkochte exemplaren in Nederland was hij in zijn introductiejaar in 2013 het succesvolst, in 2017 bleef de teller op 105 hangen waarmee de Toledo het minst verkochte model van SEAT was.

### Motoren
Gegevens van de basismodellen:
Benzine
| Type    | Motor     | Motor     | Motor   | Vermogen | Koppel | 0-100 km/h | Topsnelheid | Jaartal     |
| Type    | Inhoud    | Cilinders | Kleppen | Vermogen | Koppel | 0-100 km/h | Topsnelheid | Jaartal     |
| ------- | --------- | --------- | ------- | -------- | ------ | ---------- | ----------- | ----------- |
| 1.2     | 1.198 cm³ | 3-in-lijn | 12V     | 75 pk    | 112 Nm | 13,9 s     | 175 km/h    | 2013 - 2014 |
| 1.2 TSI | 1.197 cm³ | 4-in-lijn | 8V      | 85 pk    | 160 Nm | 11,8 s     | 183 km/h    | 2013 - 2015 |
| 1.2 TSI | 1.197 cm³ | 4-in-lijn | 8V      | 90 pk    | 160 Nm | 11,3 s     | 186 km/h    | 2015 - 2017 |
| 1.0 TSI | 999 cm³   | 3-in-lijn | 12V     | 95 pk    | 160 Nm | 11,0 s     | 187 km/h    | 2017 - 2018 |
| 1.2 TSI | 1.197 cm³ | 4-in-lijn | 8V      | 105 pk   | 175 Nm | 10,3 s     | 195 km/h    | 2013 - 2015 |
| 1.2 TSI | 1.197 cm³ | 4-in-lijn | 8V      | 110 pk   | 175 Nm | 9,9 s      | 200 km/h    | 2015 - 2017 |
| 1.4 TSI | 1.390 cm³ | 4-in-lijn | 16V     | 122 pk   | 200 Nm | 9,5 s      | 206 km/h    | 2013 - 2015 |
| 1.4 TSI | 1.390 cm³ | 4-in-lijn | 16V     | 125 pk   | 200 Nm | 9,0 s      | 209 km/h    | 2015 - 2018 |

Diesel
| Type              | Motor     | Motor     | Motor   | Vermogen | Koppel | 0-100 km/h | Topsnelheid | Jaartal     |
| Type              | Inhoud    | Cilinders | Kleppen | Vermogen | Koppel | 0-100 km/h | Topsnelheid | Jaartal     |
| ----------------- | --------- | --------- | ------- | -------- | ------ | ---------- | ----------- | ----------- |
| 1.4 TDI           | 1.422 cm³ | 3-in-lijn | 12V     | 90 pk    | 230 Nm | 11,7 s     | 183 km/h    | 2015 - 2017 |
| 1.4 TDI           | 1.422 cm³ | 3-in-lijn | 12V     | 90 pk    | 230 Nm | 11,7 s     | 185 km/h    | 2017 - 2018 |
| 1.6 TDI Ecomotive | 1.598 cm³ | 4-in-lijn | 16V     | 105 pk   | 250 Nm | 10,4 s     | 190 km/h    | 2013 - 2015 |
| 1.6 TDI           | 1.598 cm³ | 4-in-lijn | 16V     | 115 pk   | 250 Nm | 10,0 s     | 201 km/h    | 2015 - 2016 |